# Puchar CEV w piłce siatkowej mężczyzn (2024/2025)
Puchar CEV w piłce siatkowej mężczyzn 2024/2025 (oficjalna nazwa: 2025 Men's CEV Volleyball Cup) – 18. sezon Pucharu CEV (53. sezon, wliczając Puchar Europy Zdobywców Pucharów oraz Puchar Top Teams) zorganizowany przez Europejską Konfederację Piłki Siatkowej (CEV) w ramach europejskich pucharów dla 43 męskich klubowych zespołów siatkarskich.
Rozgrywki składały się z 1/32 finału, 1/16 finału, 1/8 finału, ćwierćfinałów, półfinałów oraz finału. We wszystkich rundach drużyny rywalizowały w parach, a o awansie decydował dwumecz.
Puchar CEV był drugim w hierarchii europejskich pucharów turniejem w sezonie 2024/2025 po Lidze Mistrzów.

## System rozgrywek
Rozgrywki składały się z 1/32 finału, 1/16 finału, 1/8 finału, rundy play-off, ćwierćfinałów, półfinałów i finału. Nie był rozgrywany mecz o 3. miejsce. W drodze losowania powstała drabinka turniejowa oraz pary meczowe.
We wszystkich rundach rywalizacja toczyła się w formie dwumeczów – mecz u siebie i rewanż na wyjeździe. O awansie decydowała większa liczba zdobytych punktów meczowych. Za zwycięstwo 3:0 lub 3:1 drużyna otrzymywała 3 punkty meczowe, za zwycięstwo 3:2 – 2 punkty, za porażkę 2:3 – 1 punkt, natomiast za porażkę 1:3 lub 0:3 – 0 punktów. Jeżeli po rozegraniu dwumeczu obie drużyny zdobyły tę samą liczbę punktów, o awansie decydował tzw. złoty set grany do 15 punktów z dwoma punktami przewagi jednej z drużyn.

## Podział miejsc w rozgrywkach
Zgodnie z regulaminem jedna krajowa federacja mogła zgłosić maksymalnie 5 klubów do wszystkich europejskich pucharów. Podział miejsc w rozgrywkach dokonany został na podstawie rankingu dla Pucharu CEV i Pucharu Challenge. W przypadku niewyczerpania miejsc w rozgrywkach dany klub mógł wnioskować o promocję z Pucharu Challenge do Pucharu CEV. W Pucharze CEV mógł uczestniczyć także klub, który nie zdecydował się na zgłoszenie do Ligi Mistrzów bądź nie spełniał regulaminowych wymagań, aby wystartować w Lidze Mistrzów. W przypadku wakatu pierwszeństwo zgłoszenia miały zespoły z federacji, które nie zarejestrowały do tego czasu żadnej drużyny w Pucharze CEV.
Każda federacja mogła wybrać jedną z dwóch opcji zgłoszenia drużyn:
- Opcja A: federacja zgłasza zespoły wyłącznie na podstawie klasyfikacji końcowej krajowych mistrzostw;
- Opcja B: federacja zgłasza zespoły na podstawie klasyfikacji końcowej krajowych mistrzostw z zagwarantowanym miejscem dla zdobywcy krajowego pucharu[1].

| Rk | Federacja  | Punkty | Liczba miejsc |
| -- | ---------- | ------ | ------------- |
| 1  | Turcja     | 247    | 2             |
| 2  | Francja    | 244    | 2             |
| 3  | Czechy     | 214    | 2             |
| 4  | Włochy     | 211    | 1             |
| 5  | Rosja      | 208    | 1             |
| 6  | Rumunia    | 192    | 2             |
| 7  | Belgia     | 179    | 2             |
| 8  | Szwajcaria | 178    | 2             |
| 9  | Grecja     | 159    | 2             |
| 10 | Austria    | 124    | 2             |
| 11 | Portugalia | 117    | 1             |
| 12 | Bułgaria   | 110    | 1             |
| 13 | Holandia   | 109    | 1             |
| 14 | Serbia     | 107    | 1             |
| 15 | Słowenia   | 102    | 1             |
| 16 | Polska     | 95     | 1             |
| 16 | Niemcy     | 95     | 1             |

Uwaga: Zgodnie z decyzją podjętą przez CEV 24 marca 2022 roku ze względu na inwazję Rosji na Ukrainę z rozgrywek wykluczone zostały wszystkie kluby z Rosji i Białorusi.

## Drużyny uczestniczące
Do Pucharu CEV w sezonie 2024/2025 zgłosiło się 25 drużyn z 18 federacji. Do rozgrywek dołączy 14 zespołów, które odpadły w eliminacjach Ligi Mistrzów oraz 4 zespoły z fazy grupowej Ligi Mistrzów. Łącznie w Pucharze CEV w sezonie 2024/2025 wystartują 43 drużyny.
| Federacja                                                                        | Kluby                           |
| -------------------------------------------------------------------------------- | ------------------------------- |
| Austria                                                                          | TSV Raiffeisen Hartberg (L2)    |
| Austria                                                                          | SK Zadruga Aich/Dob (L3)        |
| Belgia                                                                           | Lindemans Aalst (L3)            |
| Belgia                                                                           | Volley Haasrode Leuven (L4)     |
| Bośnia i Hercegowina                                                             | OK Napredak Odžak (L2)          |
| Bułgaria                                                                         | Deja sport Burgas (P1)          |
| Cypr                                                                             | Pafiakos Pafos (L2)             |
| Czechy                                                                           | Blue Volley Ostrava (P1)        |
| Czechy                                                                           | VK Lvi Praha (L2)               |
| Finlandia                                                                        | Vammalan Lentopallo (L3)        |
| Francja                                                                          | Tours VB (L5)                   |
| Grecja                                                                           | AONS Milon (L3)                 |
| Holandia                                                                         | Draisma Dynamo Apeldoorn (L2)   |
| Niemcy                                                                           | VfB Friedrichshafen (L2)        |
| Polska                                                                           | Asseco Resovia Rzeszów (L4)     |
| Rumunia                                                                          | CS Rapid Bukareszt (P1)         |
| Rumunia                                                                          | CS Arcada Galați (L2)           |
| Serbia                                                                           | Vojvodina Mozzart Nowy Sad (P1) |
| Słowenia                                                                         | Calcit Kamnik (L2)              |
| Słowenia                                                                         | OK i-Vent Maribor (L3)          |
| Szwajcaria                                                                       | Volley Amriswil (P1)            |
| Szwajcaria                                                                       | Lausanne UC (L3)                |
| Turcja                                                                           | Ziraat Bankkart (L3)            |
| Turcja                                                                           | Galatasaray (L4)                |
| Włochy                                                                           | Itas Trentino (L4)              |
| Legenda: Ln – n miejsce w mistrzostwach kraju Pn – n miejsce w krajowym pucharze |                                 |

| Federacja                                                       | Kluby                  |
| --------------------------------------------------------------- | ---------------------- |
| Drużyny, które odpadły w 1. rundzie eliminacji do Ligi Mistrzów |                        |
| Bośnia i Hercegowina                                            | OK Radnik Bijeljina    |
| Cypr                                                            | Omonia Nikozja         |
| Czarnogóra                                                      | Budva                  |
| Estonia                                                         | Selver x TalTech       |
| Łotwa                                                           | SK Jēkabpils Lūši      |
| Macedonia Północna                                              | OK Strumica            |
| Portugalia                                                      | SL Benfica             |
| Węgry                                                           | Fino Kaposvár SE       |
| Drużyny, które odpadły w 2. rundzie eliminacji do Ligi Mistrzów |                        |
| Chorwacja                                                       | HAOK Mladost Zagrzeb   |
| Hiszpania                                                       | CV Guaguas Las Palmas  |
| Serbia                                                          | Crvena zvezda Belgrad  |
| Szwajcaria                                                      | Volley Schönenwerd     |
| Drużyny, które odpadły w 3. rundzie eliminacji do Ligi Mistrzów |                        |
| Holandia                                                        | Orion Stars Doetinchem |
| Rumunia                                                         | CSM Corona Brașov      |

| Federacja | Kluby                      |
| --------- | -------------------------- |
| Belgia    | Knack Roeselare            |
| Francja   | Chaumont VB 52 Haute-Marne |
| Słowenia  | ACH Volley Lublana         |
| Turcja    | Fenerbahçe Medicana        |

## Losowanie
Losowanie drabinki turniejowej Pucharu CEV odbyło się 16 lipca 2023 roku w Broadcasting Center Europe w Luksemburgu.
Drużyny zostały podzielone na dwie kategorie: te, które rozgrywki rozpoczynają od 1/32 finału oraz te, które grają od 1/16 finału.
16 zespołów rozpoczynających rozgrywki od 1/32 finału ulokowano we wspólnym koszyku. Znalazły się w nim drugie zespoły z federacji zajmujących miejsca niższe niż 6 w rankingu, które zgłosiły dwie drużyny, drużyny z federacji, którym regulaminowo nie przysługują miejsca w Pucharze CEV oraz 8 drużyn, które odpadły w 1. rundzie kwalifikacyjnej Ligi Mistrzów. Na drodze losowania powstały pary meczowe pary meczowe 1/32 finału. Drużyny dolosowane do pary jako pierwsze były gospodarzami pierwszego meczu w parze.
| Drużyny rozpoczynające od 1/32 finału                              |
| ------------------------------------------------------------------ |
| Volley Haasrode Leuven                                             |
| Lausanne UC                                                        |
| SK Zadruga Aich/Dob                                                |
| OK i-Vent Maribor                                                  |
| Vammalan Lentopallo                                                |
| Pafiakos Pafos                                                     |
| OK Napredak Odžak                                                  |
| 8 drużyn, które odpadły w 1. rundzie kwalifikacji do Ligi Mistrzów |

Druga część losowania wyłoniła pary 1/16 finału. Drużyny ponownie podzielone zostały na dwa koszyki. Do pierwszego koszyka trafiły drugie drużyny z federacji zajmujących w rankingu miejsca 2-6, a którym przysługiwały regulaminowo dwa miejsca, osiem drużyn, które awansowały z 1/32 finału Pucharu CEV oraz sześć drużyn, które odpadły w 2. lub 3. rundzie kwalifikacyjnej Ligi Mistrzów. W drugim koszyku znalazły się pierwsze drużyny z federacji zajmujących w rankingu miejsca 1-16 oraz druga drużyna z federacji najwyżej sklasyfikowanej w rankingu. Drużyny z drugiego koszyka zostały rozstawione bez losowania. Do nich dolosowywane były te z pierwszego koszyka. Trzy pary 1/16 finału utworzono z drużyn z pierwszego koszyka. W ten sposób powstały pary meczowe 1/16 finału oraz drabinka turniejowa na dalszą część rozgrywek. 
| Drużyny nierozstawione                                                  | Drużyny rozstawione |
| ----------------------------------------------------------------------- | ------------------- |
| VK Lvi Praha                                                            | Ziraat Bankkart     |
| CS Arcada Galați                                                        | Galatasaray         |
| 8 drużyn, które awansowały z 1/32 finału Pucharu CEV                    | Tours VB            |
| 8 drużyn, które awansowały z 1/32 finału Pucharu CEV                    | Blue Volley Ostrava |
| 6 drużyn, które odpadły w 2. i 3. rundzie kwalifikacji do Ligi Mistrzów | Itas Trentino       |
| 6 drużyn, które odpadły w 2. i 3. rundzie kwalifikacji do Ligi Mistrzów | CS Rapid Bukareszt  |
|                                                                         | Lindemans Aalst     |
| Volley Amriswil                                                         |                     |
| AONS Milon                                                              |                     |
| TSV Raiffeisen Hartberg                                                 |                     |
| Deja sport Burgas                                                       |                     |
| Draisma Dynamo Apeldoorn                                                |                     |
| Vojvodina Mozzart Nowy Sad                                              |                     |
| Calcit Kamnik                                                           |                     |
| Asseco Resovia Rzeszów                                                  |                     |
| VfB Friedrichshafen                                                     |                     |

## Rozgrywki
Wszystkie godziny według czasu lokalnego.

### 1/32 finału
| Data                                 | Godz. | Drużyna 1              | Wynik | Drużyna 2           | 1     | 2     | 3     | 4     | 5     | Złoty set | Widzów | *      |
| ------------------------------------ | ----- | ---------------------- | ----- | ------------------- | ----- | ----- | ----- | ----- | ----- | --------- | ------ | ------ |
| 09.10.2024                           | 19:00 | SK Zadruga Aich/Dob    | 3:2   | Lausanne UC         | 31:29 | 25:27 | 22:25 | 25:23 | 15:8  |           | 298    | [ 5 ]  |
| 16.10.2024                           | 19:00 | SK Zadruga Aich/Dob    | 0:3   | Lausanne UC         | 22:25 | 23:25 | 23:25 |       |       | 400       | [ 6 ]  |        |
| 09.10.2024                           | 20:00 | OK Napredak Odžak      | 2:3   | Pafiakos Pafos      | 25:17 | 27:25 | 18:25 | 19:25 | 12:15 |           | 1050   | [ 7 ]  |
| 16.10.2024                           | 20:00 | OK Napredak Odžak      | 0:3   | Pafiakos Pafos      | 18:25 | 22:25 | 16:25 |       |       | 700       | [ 8 ]  |        |
| 08.10.2024                           | 20:00 | Omonia Nikozja         | 3:0   | OK Radnik Bijeljina | 25:23 | 25:22 | 25:16 |       |       |           | 200    | [ 9 ]  |
| 15.10.2024                           | 19:00 | Omonia Nikozja         | 3:1   | OK Radnik Bijeljina | 25:17 | 35:33 | 24:26 | 25:17 |       | 540       | [ 10 ] |        |
| 08.10.2024                           | 20:00 | Selver x TalTech       | 3:1   | OK i-Vent Maribor   | 22:25 | 25:21 | 27:25 | 25:23 |       |           | 260    | [ 11 ] |
| 16.10.2024                           | 20:00 | Selver x TalTech       | 2:3   | OK i-Vent Maribor   | 25:23 | 25:19 | 23:25 | 23:25 | 13:15 | 100       | [ 12 ] |        |
| 09.10.2024                           | 20:30 | Volley Haasrode Leuven | 0:3   | SL Benfica          | 21:25 | 19:25 | 21:25 |       |       |           | 1500   | [ 13 ] |
| 17.10.2024                           | 20:00 | Volley Haasrode Leuven | 3:2   | SL Benfica          | 25:27 | 29:27 | 25:20 | 21:25 | 15:11 | 510       | [ 14 ] |        |
| —                                    | —     | wolny los              | —     | SK Jēkabpils Lūši   | —     | —     | —     | —     | —     |           | —      | [ 15 ] |
| —                                    | —     | wolny los              | —     | SK Jēkabpils Lūši   | —     | —     | —     | —     | —     | —         | [ 16 ] |        |
| 08.10.2024                           | 19:00 | OK Strumica            | 3:0   | Fino Kaposvár SE    | 25:19 | 25:23 | 25:19 |       |       | 11:15     | 1200   | [ 17 ] |
| 16.10.2024                           | 18:00 | OK Strumica            | 0:3   | Fino Kaposvár SE    | 19:25 | 26:28 | 24:26 |       |       | 11:15     | 784    | [ 18 ] |
| 08.10.2024                           | 18:30 | Vammalan Lentopallo    | 3:0   | Budva               | 25:22 | 25:11 | 25:12 |       |       |           | 612    | [ 19 ] |
| 16.10.2024                           | 18:00 | Vammalan Lentopallo    | 3:1   | Budva               | 25:18 | 25:13 | 23:25 | 25:22 |       | 204       | [ 20 ] |        |
| Po lewej gospodarz pierwszego meczu. |       |                        |       |                     |       |       |       |       |       |           |        |        |

### 1/16 finału
| Data                                 | Godz. | Drużyna 1              | Wynik | Drużyna 2                  | 1     | 2     | 3     | 4     | 5     | Złoty set | Widzów | *      |
| ------------------------------------ | ----- | ---------------------- | ----- | -------------------------- | ----- | ----- | ----- | ----- | ----- | --------- | ------ | ------ |
| 13.11.2024                           | 19:00 | Lausanne UC            | 1:3   | Draisma Dynamo Apeldoorn   | 25:18 | 18:25 | 22:25 | 24:26 |       |           | 300    | [ 21 ] |
| 20.11.2024                           | 19:30 | Lausanne UC            | 2:3   | Draisma Dynamo Apeldoorn   | 22:25 | 25:23 | 25:19 | 21:25 | 11:15 | 525       | [ 22 ] |        |
| 13.11.2024                           | 19:30 | Pafiakos Pafos         | 3:1   | Lindemans Aalst            | 22:25 | 25:20 | 25:23 | 25:19 |       | 15:10     | 385    | [ 23 ] |
| 20.11.2024                           | 20:30 | Pafiakos Pafos         | 0:3   | Lindemans Aalst            | 18:25 | 10:25 | 28:30 |       |       | 15:10     | 756    | [ 24 ] |
| 13.11.2024                           | 20:00 | Orion Stars Doetinchem | 0:3   | Asseco Resovia Rzeszów     | 22:25 | 22:25 | 15:25 |       |       |           | 813    | [ 25 ] |
| 20.11.2024                           | 18:00 | Orion Stars Doetinchem | 0:3   | Asseco Resovia Rzeszów     | 15:25 | 11:25 | 17:25 |       |       | 1300      | [ 26 ] |        |
| 13.11.2024                           | 18:00 | VK Lvi Praha           | 3:0   | Blue Volley Ostrava        | 25:10 | 25:10 | 25:13 |       |       |           | 480    | [ 27 ] |
| 19.11.2024                           | 18:00 | VK Lvi Praha           | 3:0   | Blue Volley Ostrava        | 25:15 | 25:18 | 25:17 |       |       | 556       | [ 28 ] |        |
| 12.11.2024                           | 20:00 | Omonia Nikozja         | 3:1   | Deja sport Burgas          | 20:25 | 25:19 | 25:19 | 25:15 |       | 15:12     | 300    | [ 29 ] |
| 20.11.2024                           | 19:00 | Omonia Nikozja         | 0:3   | Deja sport Burgas          | 15:25 | 18:25 | 19:25 |       |       | 15:12     | 200    | [ 30 ] |
| 12.11.2024                           | 20:00 | Crvena zvezda Belgrad  | 0:3   | Volley Amriswil            | 17:25 | 19:25 | 25:27 |       |       |           | 100    | [ 31 ] |
| 20.11.2024                           | 19:00 | Crvena zvezda Belgrad  | 3:2   | Volley Amriswil            | 29:27 | 20:25 | 26:24 | 16:25 | 16:14 | 1050      | [ 32 ] |        |
| 14.11.2024                           | 16:30 | HAOK Mladost Zagrzeb   | 3:1   | VfB Friedrichshafen        | 22:25 | 25:22 | 25:19 | 25:20 |       |           | 100    | [ 33 ] |
| 20.11.2024                           | 20:00 | HAOK Mladost Zagrzeb   | 2:3   | VfB Friedrichshafen        | 25:21 | 25:23 | 13:25 | 20:25 | 9:15  | 1500      | [ 34 ] |        |
| 13.11.2024                           | 19:30 | Volley Schönenwerd     | 2:3   | Tours VB                   | 25:23 | 18:25 | 25:22 | 15:25 | 13:15 |           | 380    | [ 35 ] |
| 20.11.2024                           | 20:00 | Volley Schönenwerd     | 1:3   | Tours VB                   | 21:25 | 26:24 | 15:25 | 17:25 |       | 2700      | [ 36 ] |        |
| 13.11.2024                           | 18:00 | CSM Corona Brașov      | 3:1   | Vojvodina Mozzart Nowy Sad | 25:19 | 25:21 | 23:25 | 25:21 |       |           | 400    | [ 37 ] |
| 20.11.2024                           | 19:00 | CSM Corona Brașov      | 3:0   | Vojvodina Mozzart Nowy Sad | 25:22 | 25:17 | 25:22 |       |       | 283       | [ 38 ] |        |
| 13.11.2024                           | 18:00 | Selver x TalTech       | 3:1   | Rapid Bukareszt            | 20:25 | 25:16 | 25:17 | 25:17 |       |           | 226    | [ 39 ] |
| 19.11.2024                           | 18:00 | Selver x TalTech       | 3:1   | Rapid Bukareszt            | 24:26 | 25:15 | 25:20 | 28:26 |       | 118       | [ 40 ] |        |
| 12.11.2024                           | 20:00 | SL Benfica             | 3:0   | Calcit Kamnik              | 25:20 | 25:20 | 25:15 |       |       |           | 1100   | [ 41 ] |
| 19.11.2024                           | 20:00 | SL Benfica             | 3:0   | Calcit Kamnik              | 25:15 | 25:22 | 25:17 |       |       | 100       | [ 42 ] |        |
| 13.11.2024                           | 18:00 | CS Arcada Galați       | 1:3   | Itas Trentino              | 18:25 | 25:22 | 16:25 | 22:25 |       |           | 1200   | [ 43 ] |
| 20.11.2024                           | 20:30 | CS Arcada Galați       | 0:3   | Itas Trentino              | 17:25 | 20:25 | 16:25 |       |       | 2768      | [ 44 ] |        |
| 13.11.2024                           | 19:00 | CV Guaguas Las Palmas  | 3:0   | TSV Raiffeisen Hartberg    | 25:14 | 26:24 | 25:23 |       |       |           | 650    | [ 45 ] |
| 20.11.2024                           | 19:30 | CV Guaguas Las Palmas  | 3:0   | TSV Raiffeisen Hartberg    | 25:16 | 25:23 | 25:18 |       |       |           | [ 46 ] |        |
| 13.11.2024                           | 19:30 | SK Jēkabpils Lūši      | 1:3   | AONS Milon                 | 28:26 | 18:25 | 17:25 | 19:25 |       |           | 760    | [ 47 ] |
| 20.11.2024                           | 20:00 | SK Jēkabpils Lūši      | 2:3   | AONS Milon                 | 22:25 | 27:25 | 20:25 | 25:19 | 14:16 | 250       | [ 48 ] |        |
| 12.11.2024                           | 19:00 | Fino Kaposvár SE       | 2:3   | Galatasaray                | 25:21 | 25:22 | 14:25 | 18:25 | 8:15  |           | 1586   | [ 49 ] |
| 21.11.2024                           | 20:00 | Fino Kaposvár SE       | 0:3   | Galatasaray                | 19:25 | 14:25 | 17:25 |       |       | 350       | [ 50 ] |        |
| 12.11.2024                           | 18:30 | Vammalan Lentopallo    | 1:3   | Ziraat Bankkart            | 20:25 | 11:25 | 25:22 | 15:25 |       |           | 1184   | [ 51 ] |
| 20.11.2024                           | 19:00 | Vammalan Lentopallo    | 0:3   | Ziraat Bankkart            | 20:25 | 21:25 | 17:25 |       |       | 2587      | [ 52 ] |        |
| Po lewej gospodarz pierwszego meczu. |       |                        |       |                            |       |       |       |       |       |           |        |        |

### 1/8 finału
| Data                                 | Godz. | Drużyna 1                | Wynik | Drużyna 2        | 1     | 2     | 3     | 4     | 5     | Złoty set | Widzów | *      |
| ------------------------------------ | ----- | ------------------------ | ----- | ---------------- | ----- | ----- | ----- | ----- | ----- | --------- | ------ | ------ |
| 04.12.2024                           | 19:30 | Draisma Dynamo Apeldoorn | 3:2   | Pafiakos Pafos   | 22:25 | 24:26 | 25:23 | 25:18 | 15:11 |           | 350    | [ 53 ] |
| 18.12.2024                           | 19:30 | Draisma Dynamo Apeldoorn | 1:3   | Pafiakos Pafos   | 20:25 | 18:25 | 25:21 | 19:25 |       | 500       | [ 54 ] |        |
| 04.12.2024                           | 17:00 | Asseco Resovia Rzeszów   | 3:0   | VK Lvi Praha     | 25:14 | 25:18 | 25:23 |       |       |           | 1200   | [ 55 ] |
| 18.12.2024                           | 18:00 | Asseco Resovia Rzeszów   | 3:0   | VK Lvi Praha     | 26:24 | 25:18 | 25:19 |       |       | 1980      | [ 56 ] |        |
| 03.12.2024                           | 20:00 | Omonia Nikozja           | 2:3   | Volley Amriswil  | 19:25 | 13:25 | 25:23 | 28:26 | 12:15 |           | 500    | [ 57 ] |
| 18.12.2024                           | 19:00 | Omonia Nikozja           | 0:3   | Volley Amriswil  | 16:25 | 12:25 | 16:25 |       |       | 800       | [ 58 ] |        |
| 05.12.2024                           | 19:30 | HAOK Mladost Zagrzeb     | 1:3   | Tours VB         | 21:25 | 25:23 | 20:25 | 18:25 |       |           | 402    | [ 59 ] |
| 18.12.2024                           | 20:00 | HAOK Mladost Zagrzeb     | 0:3   | Tours VB         | 17:25 | 20:25 | 20:25 |       |       | 3100      | [ 60 ] |        |
| 04.12.2024                           | 18:00 | CSM Corona Brașov        | 3:0   | Selver x TalTech | 25:23 | 28:26 | 25:14 |       |       |           | 820    | [ 61 ] |
| 17.12.2024                           | 18:30 | CSM Corona Brașov        | 3:0   | Selver x TalTech | 25:14 | 25:19 | 25:15 |       |       | 420       | [ 62 ] |        |
| 04.12.2024                           | 19:00 | SL Benfica               | 0:3   | Itas Trentino    | 20:25 | 23:25 | 19:25 |       |       |           | 926    | [ 63 ] |
| 19.12.2024                           | 19:00 | SL Benfica               | 3:2   | Itas Trentino    | 22:25 | 22:25 | 25:20 | 25:18 | 15:13 | 2250      | [ 64 ] |        |
| 04.12.2024                           | 19:00 | CV Guaguas Las Palmas    | 3:0   | AONS Milon       | 25:23 | 25:23 | 25:15 |       |       |           | 1250   | [ 65 ] |
| 18.12.2024                           | 20:00 | CV Guaguas Las Palmas    | 3:1   | AONS Milon       | 25:21 | 25:23 | 23:25 | 25:18 |       | 300       | [ 66 ] |        |
| 04.12.2024                           | 20:00 | Galatasaray              | 1:3   | Ziraat Bankkart  | 25:22 | 16:25 | 21:25 | 13:25 |       |           | 380    | [ 67 ] |
| 19.12.2024                           | 19:00 | Galatasaray              | 0:3   | Ziraat Bankkart  | 21:25 | 19:25 | 18:25 |       |       | 5671      | [ 68 ] |        |
| Po lewej gospodarz pierwszego meczu. |       |                          |       |                  |       |       |       |       |       |           |        |        |

### Runda play-off
| Data                                 | Godz. | Drużyna 1             | Wynik | Drużyna 2              | 1     | 2     | 3     | 4     | 5     | Złoty set | Widzów | *      |
| ------------------------------------ | ----- | --------------------- | ----- | ---------------------- | ----- | ----- | ----- | ----- | ----- | --------- | ------ | ------ |
| 15.01.2025                           | 21:00 | Pafiakos Pafos        | 1:3   | Asseco Resovia Rzeszów | 25:22 | 12:25 | 23:25 | 21:25 |       |           | 350    | [ 69 ] |
| 28.01.2025                           | 20:30 | Pafiakos Pafos        | 0:3   | Asseco Resovia Rzeszów | 23:25 | 25:27 | 16:25 |       |       | 1251      | [ 70 ] |        |
| 15.01.2025                           | 19:00 | Volley Amriswil       | 1:3   | Tours VB               | 19:25 | 21:25 | 25:23 | 22:25 |       |           | 760    | [ 71 ] |
| 29.01.2025                           | 20:00 | Volley Amriswil       | 3:2   | Tours VB               | 19:25 | 25:20 | 21:25 | 25:22 | 15:12 | 2700      | [ 72 ] |        |
| 15.01.2025                           | 17:30 | CSM Corona Brașov     | 1:3   | Itas Trentino          | 25:21 | 17:25 | 21:25 | 23:25 |       |           | 1520   | [ 73 ] |
| 30.01.2025                           | 20:30 | CSM Corona Brașov     | 0:3   | Itas Trentino          | 17:25 | 18:25 | 17:25 |       |       | 2179      | [ 74 ] |        |
| 16.01.2025                           | 19:00 | CV Guaguas Las Palmas | 2:3   | Ziraat Bankkart        | 26:24 | 27:29 | 15:25 | 25:19 | 9:15  |           | 1200   | [ 75 ] |
| 29.01.2025                           | 19:00 | CV Guaguas Las Palmas | 0:3   | Ziraat Bankkart        | 18:25 | 23:25 | 21:25 |       |       | 2251      | [ 76 ] |        |
| Po lewej gospodarz pierwszego meczu. |       |                       |       |                        |       |       |       |       |       |           |        |        |

### Ćwierćfinały
| Data                                 | Godz. | Drużyna 1                   | Wynik | Drużyna 2              | 1     | 2     | 3     | 4     | 5     | Złoty set | Widzów | *      |
| ------------------------------------ | ----- | --------------------------- | ----- | ---------------------- | ----- | ----- | ----- | ----- | ----- | --------- | ------ | ------ |
| 12.02.2025                           | 19:00 | Fenerbahçe Medicana Stambuł | 1:3   | Asseco Resovia Rzeszów | 25:22 | 18:25 | 15:25 | 23:25 |       |           | 1056   | [ 77 ] |
| 25.02.2025                           | 18:00 | Fenerbahçe Medicana Stambuł | 1:3   | Asseco Resovia Rzeszów | 25:17 | 19:25 | 21:25 | 19:25 |       | 3900      | [ 78 ] |        |
| 12.02.2025                           | 20:30 | Knack Roeselare             | 2:3   | Tours VB               | 25:15 | 25:15 | 28:30 | 23:25 | 10:15 |           | 1650   | [ 79 ] |
| 26.02.2025                           | 20:00 | Knack Roeselare             | 0:3   | Tours VB               | 21:25 | 19:25 | 17:25 |       |       | 2900      | [ 80 ] |        |
| 11.02.2025                           | 20:00 | Chaumont VB 52 Haute-Marne  | 1:3   | Itas Trentino          | 25:23 | 21:25 | 17:25 | 19:25 |       |           | 1588   | [ 81 ] |
| 26.02.2025                           | 20:30 | Chaumont VB 52 Haute-Marne  | 0:3   | Itas Trentino          | 21:25 | 16:25 | 18:25 |       |       | 2400      | [ 82 ] |        |
| 12.02.2025                           | 18:00 | ACH Volley Lublana          | 0:3   | Ziraat Bankkart        | 21:25 | 20:25 | 19:25 |       |       |           | 2074   | [ 83 ] |
| 25.02.2025                           | 19:00 | ACH Volley Lublana          | 2:3   | Ziraat Bankkart        | 20:25 | 18:25 | 25:20 | 25:23 | 13:15 | 3876      | [ 84 ] |        |
| Po lewej gospodarz pierwszego meczu. |       |                             |       |                        |       |       |       |       |       |           |        |        |

### Półfinały
| Data                                 | Godz. | Drużyna 1              | Wynik | Drużyna 2       | 1     | 2     | 3     | 4     | 5     | Złoty set | Widzów | *      |
| ------------------------------------ | ----- | ---------------------- | ----- | --------------- | ----- | ----- | ----- | ----- | ----- | --------- | ------ | ------ |
| 11.03.2025                           | 17:30 | Asseco Resovia Rzeszów | 3:2   | Tours VB        | 23:25 | 25:21 | 22:25 | 25:21 | 15:10 |           | 2750   | [ 85 ] |
| 19.03.2025                           | 20:00 | Asseco Resovia Rzeszów | 3:0   | Tours VB        | 30:28 | 25:20 | 25:22 |       |       | 3200      | [ 86 ] |        |
| 12.03.2025                           | 20:30 | Itas Trentino          | 3:2   | Ziraat Bankkart | 26:28 | 27:29 | 25:21 | 25:23 | 15:8  |           | 2377   | [ 87 ] |
| 19.03.2025                           | 19:00 | Itas Trentino          | 1:3   | Ziraat Bankkart | 17:25 | 23:25 | 25:17 | 20:25 |       | 3855      | [ 88 ] |        |
| Po lewej gospodarz pierwszego meczu. |       |                        |       |                 |       |       |       |       |       |           |        |        |

### Finał
| Data | Godz.         | Drużyna 1              | Wynik | Drużyna 2       | 1     | 2     | 3     | 4     | 5     | Złoty set | Widzów | *      |
| --- | ------------- | ---------------------- | ----- | --------------- | ----- | ----- | ----- | ----- | ----- | --------- | ------ | ------ |
| 02.04.2025                                                                                                  | 18:00         | Asseco Resovia Rzeszów | 2:3   | Ziraat Bankkart | 27:25 | 21:25 | 25:23 | 23:25 | 17:19 |           | 4200   | [ 89 ] |
| 09.04.2025                                                                                                  | 18:30 (17:30) | Asseco Resovia Rzeszów | 1:3   | Ziraat Bankkart | 25:20 | 17:25 | 26:28 | 14:25 |       | 7856      | [ 90 ] |        |
| Po lewej gospodarz pierwszego meczu. W nawiasach podano godziny meczów zgodnie z czasem środkowoeuropejskim |               |                        |       |                 |       |       |       |       |       |           |        |        |